# 索恩-祖特阔夫天体
索恩－祖特阔夫天体（英語：Thorne–Żytkow object，縮寫：TŻO）是一種假設存在的恆星，是指核心有中子星存在的紅巨星或紅超巨星。這型恆星是由美國天文學家基普·索恩和波蘭天文學家安娜·祖特闊夫於1977年提出假設。2014年時天文學家發現恆星HV 2112是可能性相當高的這型天體的候選者。

## 形成
索恩－祖特阔夫天体被認為是恆星和中子星相撞而形成，而且常發生於紅巨星或紅超巨星。而相互撞擊的恆星可以只是在銀河系中運動的恆星。而相撞的情形很可能只會發生在恆星分布密度極高的球狀星團內。另外，中子星可能會和其他恆星形成聯星系統。而超新星爆炸時能量釋放不是完美的對稱，因此中子星會留下一個相對於原始軌道速度的較低速度。超新星爆炸時推動中子星會使中子星產生新的軌道速度，可能形成與伴星軌道相交的新軌道。如果伴星是一顆主序星的話，將會在形成紅巨星時將中子星吞沒。
一旦中子星進入紅巨星，中子星和紅巨星外層之間的阻力會使聯星系統的軌道衰減，使中子星和紅巨星的核心以螺旋形軌道向內彼此靠近。取決於兩者之間的原始距離，這個過程可能持續數百年。當中子星和紅巨星核心相撞時將會合併，如果合併質量超越歐本海默極限，核心將塌縮為黑洞，並導致超新星爆炸。如果未超越極限則是成為單一中子星。而銀河系中估計只有20到200個索恩－祖特阔夫天体，並且壽命約10萬到100萬年。
如果白矮星和中子星合併，就可能會形成光譜類似北冕座R型變星的索恩－祖特阔夫天体。

## 天體狀態
中子星表面溫度極高，可以超過109 K，超過除了超大質量恆星以外其他恆星的核心溫度。如此高溫的機制是中子星周圍的氣體核融合和中子星重力造成的氣體壓縮。因為如此高的溫度，當紅巨星核心外的氣體落入中子星表面時會產生異常的核融合過程。氫在融合後可能產生和尋常恆星核合成不同的同位素混合物，並且部分天文學家假設X射線爆發源中的核融合Rp-過程也會發生在索恩－祖特阔夫天体內部。
在觀測上，索恩－祖特阔夫天体在外觀上可能類似紅超巨星，如果其溫度夠高足以產生將富含氫外層剝離的恆星風，就可能會與富含氮的沃爾夫–拉葉星相似（光譜型 WN8）。
索恩－祖特阔夫天体的形成可能是驗證重力波存在的機會。這類天體形成時釋放的重力波頻率約為10−5到0.1 Hz，並且只要是距離地球 10 kpc以內，其振幅就可被引力波探测器偵測到。不過在銀河系中這樣的發生頻率大約是平均500年1次。

## 演化結局
理論上TŻO的演化結果是成為擁有巨大吸積盤的中子星，也就是質量流失將會使TŻO外圍的氣體包層成為盤面，而不再是TŻO。這些中子星可能成為擁有吸積盤的單獨脈衝星。大質量的吸積盤也可能使恆星塌縮，使恆星成為中子星。中子星也可能因為吸積了足夠的質量而塌縮成黑洞。

## 觀測歷史
截至2014年，最晚被認定是候選天體的HV 2112因為觀測到一些異於一般恆星的狀態，而被認為可能是TŻO。發現HV 2112的團隊注意到它的化學組成特徵不完全符合理論模型，但發現團隊強調預測TŻO的理論已經相當舊，並且在理論概念化時必須要進行修正。

## TŻO候選天體列表
| 名稱     | 赤經           | 赤緯           | 天球上位置   | 判定時間 | 註釋                                                                   | 參考資料 |
| -------- | -------------- | -------------- | ------------ | -------- | ---------------------------------------------------------------------- | -------- |
| HV 2112  | 01h 10m 03.87s | -72° 36′ 52.6″ | 小麦哲伦星系 | 2014     | 該恆星原本被分類為漸近巨星分支的恆星，但觀測結果判定更可能是紅超巨星。 | [ 13 ]   |
| 寶瓶座U  |                |                | 寶瓶座       | 1999     | 該恆星被分類為北冕座R型變星。                                          | [ 5 ]    |
| 人馬座VZ |                |                | 人馬座       | 1999     | 該恆星被分類為北冕座R型變星。                                          | [ 5 ]    |

## 前TŻO候選天體列表
| 名稱          | 赤經 | 赤緯 | 天球上位置 | 判定時間 | 註釋                                      | 參考資料 |
| ------------- | ---- | ---- | ---------- | -------- | ----------------------------------------- | -------- |
| GRO J1655-040 |      |      | 天蠍座     | 1995     | 這個黑洞和恆星組成的系統原本被假設為TŻO。 | [ 12 ]   |

## 外部連結
- Thorne-Zytkow Objects